# Касота (тауншип, Миннесота)
Касота (англ. Kasota) — тауншип в округе Ле-Сур, Миннесота, США. На 2000 год его население составило 1487 человек.

## География
По данным Бюро переписи населения США площадь тауншипа составляет 101,6 км², из которых 97,3 км² занимает суша, а 4,3 км² — вода (4,23 %).

## Демография
По данным переписи населения 2000 года здесь находились 1 487 человек, 563 домохозяйства и 449 семей.  Плотность населения —  15,3 чел./км².  На территории тауншипа расположено 642 постройки со средней плотностью 6,6 построек на один квадратный километр. Расовый состав населения: 99,26 % белых, 0,20 % азиатов, 0,07 % — других рас США и 0,47 % приходится на две или более других рас. Испанцы или латиноамериканцы любой расы составляли 1,01 % от популяции тауншипа.
Из 563 домохозяйств в 32,1 % воспитывались дети до 18 лет, в 72,8 % проживали супружеские пары, в 3,7 % проживали незамужние женщины и в 20,2 % домохозяйств проживали несемейные люди. 16,9 % домохозяйств состояли из одного человека, при том 5,2 % из — одиноких пожилых людей старше 65 лет. Средний размер домохозяйства — 2,64, а семьи — 2,96 человека.
24,3 % населения младше 18 лет, 7,2 % в возрасте от 18 до 24 лет, 28,0 % от 25 до 44, 30,3% от 45 до 64 и 10,2 % старше 65 лет. Средний возраст — 40 лет. На каждые 100 женщин приходилось 111,5 мужчин.  На каждые 100 женщин старше 18 приходилось 114,1 мужчин.
Средний годовой доход домохозяйства составлял 57 650 долларов, а средний годовой доход семьи —  61 154 доллара. Средний доход мужчин —  37 500  долларов, в то время как у женщин — 23 952. Доход на душу населения составил 25 575 долларов. За чертой бедности находились 3,6 % семей и 5,4 % всего населения тауншипа, из которых 6,0 % младше 18 и 4,6 % старше 65 лет.